# Maya Stein
Maya Stein es una doctora en matemática e investigadora alemana, especialista en algoritmos y combinatoria, en particular sobre teoría de grafos. Se desempeña como profesora titular del Departamento de Ingeniería Matemática de la Facultad de Ciencias Físicas y Matemáticas de la Universidad de Chile y es subdirectora del Centro de Modelamiento Matemático de la misma casa de estudios.

## Carrera Profesional
Stein estudió en la Universidad de Hamburgo, convirtiéndose en licenciada en 2002, para luego obtener su doctorado en 2005, bajo la supervisión de Reinhard Diestrel. Posteriormente, se desempeñó tres años como investigadora de postdoctorado en la Universidad de São Paulo con Yoshiharu Kohayakawa, dando inicio a su carrera académica. Debido a su asociación con el reconocido matemático Endre Szemerédi, Stein posee un número de Erdős de 2, debido a que el primero es coautor de diversos trabajos con Erdős.
Su estancia en Brasil finalizó el año 2008, cuando Stein llegó a Chile como investigadora asociada de la Universidad de Chile. Se convirtió en profesora asociada el año 2016, a su vez, ha sido reconocida por sus logros en investigación e innovación, sus publicaciones y proyectos Fondecyt.En 2020 logra el mayor rango académico al convertirse en profesora titular de dicha universidad.

## Cargos y distinciones

### Académicos
- Profesora titular en Departamento de Ingeniería Matemática en Universidad de Chile.[10]
- Subdirectora y directora académica del Centro de Modelamiento Matemático.[11]
- Miembro del Comité Científico de SOMACHI.[12]

### Editoriales
- Editora Gerente de Innovations in Graph Theory.[13]
- Jefa de redacción de Electronic Journal of Combinatorics.[14]
- Editora asociada de SIAM Journal on Discrete Mathematics.[15]
- Editora asociada de Orbita Mathematicae.[16]
- Editora invitada en el número Especial de LAGOS 2023, Discrete Applied Mathematics, 2024.[17]

### Distinciones
- Profesor distinguido invitado de la FSMP (Fondation des Sciences Mathématiques de Paris, Francia, 2013)[18]

## Publicaciones
Nota: Esta es una lista de los trabajos científicos más citados de la investigadora; para revisar el listado completo, revise el perfil de la investigadora en Google Scholar.
- Bonomo, Flavia; Chudnovsky, Maria; Maceli, Peter; Schaudt, Oliver; Stein, Maya; Zhong, Mingxian (2017). «Three-Coloring and List Three-Coloring of Graphs Without Induced Paths on Seven Vertices». Combinatorica (en inglés) 38: 779-801. doi:10.1007/s00493-017-3553-8. Consultado el 15 de noviembre de 2024.
- Bruhn, Henning; Stein, Maya (2008). «On end degrees and infinite cycles in locally finite graphs». Combinatorica (en inglés) 27: 269-291. doi:10.1007/s00493-007-2149-0. Consultado el 15 de noviembre de 2024.
- Carmesin, Johannes; Diestel, Reinhard; Hundertmark, Fabian; Stein, Maya (2014). «Connectivity and tree structure in finite graphs». Combinatorica (en inglés) 34: 11-46. doi:10.1007/s00493-014-2898-5. Consultado el 15 de noviembre de 2024.